# Myisha Hines-Allen
Myisha Hines-Allen (Montclair, 30 maggio 1996) è una cestista statunitense, professionista nella WNBA.

## Carriera
È stata selezionata dalle Washington Mystics al secondo giro del Draft WNBA 2018 (19ª scelta assoluta).

## Palmarès
- Campionato WNBA: 1

Washington Mystics: 2019
- All-WNBA Second Team (2020)